# Östersjöns havsissäsonger
Under vintern är en varierande andel av Östersjön täckt av is. Tabellen nedan listar isstatistiken för varje år sedan 1991 och inkluderar; när den första isen bildades, den maximala isutbredningen, datumet då den maximala isutbredningen nåddes och dessutom issäsongens längd. Listan är baserad på data framställd av Meteorologiska institutet i samarbete med SMHI.

### Årlig statistik över havsissäsonger 1991-2025
| Säsong    | Första isbildningen                   | Säsongens längd           | Största isutbredningen (km²) | Datum för när största isutbredningen nåddes |
| --------- | ------------------------------------- | ------------------------- | ---------------------------- | ------------------------------------------- |
| 1990/1991 | -                                     | -                         | 126 000 km²                  | -                                           |
| 1991/1992 | -                                     | -                         | 74 000 km²                   | -                                           |
| 1992/1993 | -                                     | -                         | 98 000 km²                   | -                                           |
| 1993/1994 | -                                     | -                         | 221 000 km²                  | -                                           |
| 1994/1995 | -                                     | -                         | 76 000 km²                   | -                                           |
| 1995/1996 | -                                     | -                         | 265 000 km²                  | -                                           |
| 1996/1997 | mitten av november                    | Längre än vanligt         | 265 000 km²                  | 18 februari                                 |
| 1997/1998 | i slutet av oktober                   | nära det normala          | 130 000 km²                  | 18 mars                                     |
| 1998/1999 | tidigt i november                     | nära det normala          | 157 000 km²                  | 11 februari                                 |
| 1999/2000 | i slutet av november                  | lite kortare än vanligt   | 95 000 km²                   | 24 februari                                 |
| 2000/2001 | i slutet av november                  | kortare än vanligt        | 129 000 km²                  | 26 mars                                     |
| 2000/2001 | i slutet av november                  | kortare än vanligt        | 129 000 km²                  | 26 mars                                     |
| 2001/2002 | tidigt i november                     | lite kortare än vanligt   | 102 000 km²                  | 1 februari                                  |
| 2002/2003 | i slutet av oktober                   | längre än vanligt         | 233 000 km²                  | 5 mars                                      |
| 2003/2004 | i slutet av november                  | nära det normala          | 153 000 km²                  | 11 mars                                     |
| 2004/2005 | i mitten av november                  | kortare än vanligt        | 178 000 km²                  | 16 mars                                     |
| 2005/2006 | tidigt i december                     | nära det normala          | 211 000 km²                  | 16 mars                                     |
| 2006/2007 | tidigt i november                     | kortare än vanligt        | 140 000 km²                  | 23 februari                                 |
| 2007/2008 | i mitten av november                  | mycket kortare än vanligt | 49 000 km²                   | 24 mars                                     |
| 2008/2009 | mellan mitten till slutet av november | kortare än vanligt        | 110 000 km²                  | 20 februari                                 |
| 2009/2010 | tidigt i november                     | lite längre än vanligt    | 244 000 km²                  | 17 februari                                 |
| 2010/2011 | i mitten av november                  | längre än vanligt         | 309 000 km²                  | 25 februari                                 |
| 2011/2012 | tidigt i december                     | mycket kortare än vanligt | 179 000 km²                  | 11 februari                                 |
| 2012/2013 | i slutet av november                  | nära det normala          | 177 000 km²                  | 15 mars                                     |
| 2013/2014 | i slutet av november                  | kortare än vanligt        | 100 000 km²                  | 7 februari                                  |
| 2014/2015 | i mitten av november                  | kortare än vanligt        | 51 000 km²                   | 23 januari                                  |
| 2015/2016 | i slutet av november                  | kortare än vanligt        | 110 000 km²                  | 22 januari                                  |
| 2016/2017 | i slutet av november                  | nära det normala          | 101 000 km²                  | February 12                                 |
| 2017/2018 | tidigt i november                     | nära det normala          | 175 000 km²                  | 5 mars                                      |
| 2018/2019 | tidigt i december                     | kortare än vanligt        | 88 000 km²                   | 27 januari                                  |
| 2019/2020 | tidigt i december                     | mycket kortare än vanligt | 37 000 km²                   | 5 mars                                      |
| 2020/2021 | i mitten av november                  | kortare än vanligt        | 127 000 km²                  | 15 februari                                 |
| 2021/2022 | i slutet av oktober                   | längre än vanligt         | 93 000 km²                   | 4 februari                                  |
| 2022/2023 | tidigt i december                     | lite kortare än vanligt   | 81 000 km²                   | 12 mars                                     |
| 2023/2024 | i slutet av oktober                   | längre än vanligt         | 135 000 km²                  | 12 februari                                 |
| 2024/2025 | tidigt i november                     | nära det normala          | 85 000 km²                   | 20 februari                                 |